# Latvanen (sjö i Saarijärvi, Mellersta Finland)
Latvanen är en sjö i kommunen Saarijärvi i landskapet Mellersta Finland i Finland. Sjön ligger 206,6 meter över havet. Den är 6,1 meter djup. Arean är 1,18 kvadratkilometer och strandlinjen är 9,73 kilometer lång. Sjön  ingår i Kymmene älvs huvudavrinningsområde.   Den ligger omkring 73 kilometer nordväst om Jyväskylä och omkring 280 kilometer norr om Helsingfors. 
I sjön finns öarna Kissasaari och Kangassaari. 